# Máel Cothaid mac Máele Umai
Máel Cothaid (Donn Cothaid) mac Máele Umai (floruit. 601-602) est un potentiel roi de Connacht issu du sept Fír Chera une lignée cadette des Uí Fiachrach branche des Connachta.

## Origine
Selon Francis John Byrne, Máel Cothaid est un descendant de Macc Ercae 3e fils de Fiachrae et frère des rois Amalgaid mac Fiachrae et Dathí. Son père Máel Umai est le fils de Feradach mac Rossa, mac Ross, mac Maine Munbrecc, fils de Mac Ercae .

## Roi de Connacht?
Selon les « Listes de Rois » Máel Cothaid est roi de Connacht alors que les Annales d'Ulster ne le qualifient que de « rex nepotum Fiachrach  » lorsqu'il est mis en fuite lors de la bataille d'Echros (Aughris Head) par le Cenél Coirpri mené par Colman le fils de Caibre
lors d'un combat entre les Connachta et les Ui Neill du Nord pour le contrôle de la route stratégique qui mène à Sligo . On ignore tout de sa mort, mais sa période d'activité correspond à celle Uatu mac Áedo le fils de Áed mac Echach Uí Briúin Aí qui n'est lui aussi pas désigné sous le titre royal par les Annales lors de sa mort en 601/602.
Francis John Byrne estime que ce sont ses parents collatéraux du sept Fír Chera de Carra dans le comté de Mayo qui sont les véritables responsables de la mort du roi Ailill Inbandae mac Eógain Beóil lors la bataille de Cúl Conaire, peut-être Clooconragh dans le comté de Mayo. Le sept Fír Chera aurait ensuite tenté de s'imposer comme roi de Connacht pendant la seconde moitié du VIe siècle avec Feradach mac Rossa puis avec son fils. Toutefois des falsifications postérieures des généalogies auraient permis aux Uí Briúin Aí d'imposer l'idée que la royauté était revenue à la lignée de Echu Tirmcharnae mac Fergusso.

## Sources
- (en) Francis John Byrne, Irish Kings and High-Kings, Londres, Batsford, 1973 (ISBN 0-7134-5882-8).
- (en) T.W Moody, F.X. Martin et F.J. Byrne, A New History of Ireland IX Maps, Genealogies, Lists. A companion to Irish History part II, Oxford, Oxford University Press, 2011, 690 p. (ISBN 978-0-19-959306-4).

- (en) Gearóid Mac Niocaill, Ireland before Vikings, Dublin, Gill & Macmillan, 1972, p. 87